# Nazionale maschile di pallanuoto del Lussemburgo
La nazionale di pallanuoto maschile del Lussemburgo è la rappresentativa pallanuotistica del Lussemburgo in campo maschile nelle competizioni internazionali.

## Storia
Nazionale di ultima fascia, vanta una sola partecipazione olimpica, nell'edizione del 1928, che rappresenta, a tutt'oggi, l'unica partecipazione ad una manifestazione internazionale di rilievo.

## Risultati

### Olimpiadi
- 1928 – Ottavi di finale

## Formazioni
Giochi olimpici - Amsterdam 1928Bauer • Klees • Kuborn • Unden • J. Staudt • B. Staudt • Mersch • G. Arnoldy • Hengen • J.P. Konsbrück • V. Thorn, CT: -